# بيير رولان (عسكري)
بيير رولان (بالفرنسية: Pierre Rolland)‏ هو ضابط فرنسي، ولد في 8 يونيو 1772 في مونبلييه في فرنسا، وتوفي في 27 ديسمبر 1848 في باريس في فرنسا.